# Hieracium dentex
Hieracium dentex es una especie de planta con flor del género Hieracium, de la familia Asteraceae, orden Asterales.

## Distribución
Hieracium dentex se distribuye por Dinamarca.

## Taxonomía
Fue descrita científicamente por Wiinst. Fue publicada en Bot. Tidsskr.